# USHL 1949/50
Die Saison 1949/50 war die fünfte reguläre Saison der United States Hockey League (USHL). Meister wurden die Minneapolis Millers.

## Teamänderungen
Folgende Änderungen wurden vor Beginn der Saison vorgenommen:
- Die Dallas Texans stellten den Spielbetrieb ein.
- Die Fort Worth Rangers stellten den Spielbetrieb ein.
- Die Houston Huskies stellten den Spielbetrieb ein.
- Die Kansas City Pla-Mors änderten ihren Namen in Kansas City Mohawks.
- Die Louisville Blades aus der International Hockey League wurden als Expansionsteam in die Liga aufgenommen.

## Modus
In der Regulären Saison absolvierten die sechs Mannschaften jeweils 70 Spiele. Anschließend wurde der Meister in Playoffs ausgespielt. Für einen Sieg erhielt jede Mannschaft zwei Punkte, bei einem Unentschieden einen Punkt und bei einer Niederlage null Punkte.

## Reguläre Saison

### Tabelle
Abkürzungen: GP = Spiele, W = Siege, L = Niederlagen, T = Unentschieden, GF = Erzielte Tore, GA = Gegentore, Pts = Punkte
|                     | GP | W  | L  | T  | GF  | GA  | Pts |
| ------------------- | -- | -- | -- | -- | --- | --- | --- |
| Omaha Knights       | 70 | 41 | 22 | 7  | 313 | 240 | 89  |
| Minneapolis Millers | 70 | 33 | 28 | 9  | 297 | 257 | 75  |
| Kansas City Mohawks | 70 | 30 | 28 | 12 | 293 | 267 | 72  |
| St. Paul Saints     | 70 | 29 | 30 | 11 | 253 | 289 | 69  |
| Tulsa Oilers        | 70 | 25 | 33 | 12 | 276 | 302 | 62  |
| Louisville Blades   | 70 | 22 | 39 | 9  | 256 | 333 | 53  |